# هيرويوكي أوباتا
هيرويوكي أوباتا (باليابانية: 小幡弘之؛ بالكانا: おばた ひろゆき) هو مصارع هاوي ياباني، ولد في 31 مارس 1969 في سايتاما في اليابان.

## وصلات خارجية
- هيرويوكي أوباتا على موقع قاعدة بيانات المصارعة الدولية (الإنجليزية)
- هيرويوكي أوباتا على موقع أوليمبيديا (الإنجليزية)